# Алисън Риск
Алисън Риск (родена на 3 юли 1990 г.) е професионална американска тенисистка.

## Личен живот
Дъщеря е на Ал и Карол Риск. За първи път играе тенис, когато е 3-годишна. Баща ѝ е работил в тайните служби, а след това и като следовател на ФБР, докато майка ѝ е била учителка, но и двамата са пенсионери. Нейната сестра, на име Сара, е също тенисистка. Брат ѝ се казва Дан и е играл тенис в колежа, но сега е счетоводител.
Сред любимите ѝ тенисисти е Моника Селеш.

## Кариера

### 2004–2006
През първите три години от кариерата си, Риск участва единствено в ITF турнира, провеждащ се в родния ѝ град Питсбърг. И при трите си участия тя отпада в квалификациите.

### 2007
Риск участва в квалификациите на US Open 2007, където в първия си мач побеждава Сорана Кърстя, но в следващата фаза губи в два сета. След това играе в три ITF турнира – всичките в САЩ.

### 2008
Риск започва сезона си с два ITF турнира, но и в двата отпада в квалификациите.
През април участва в квалификациите на WTA турнира, който се провежда в Чарлстън. Още в първия си мач е победена в два сета.
Следват 7 участия в състезания от веригата на ITF.

### 2009
През месец април Риск губи в квалификациите на два WTA турнира. Следва серия от 7 ITF турнира, в три от които тя стига до полуфиналите. В Хилтън Хед Айлънд Риск играе финал на сингъл, а в двойковия турнир печели първата си ITF титла. След това отпада в квалификациите на 3 WTA турнирa, включително и US Open 2009.
До края на годината тя участва в 7 ITF състезания. В едно от тях печели първия си ITF турнир на сингъл. Това става в Трой, Алабама, където тя тръгва от квалификациите и след 8 победи триумфира с титлата, отстранявайки сънародничката си Кристина Макхейл с 6–4, 2–6, 7–5 във финала.
Риск завършва годината под номер 232.

### 2010
През 2010 г. Риск участва в няколко WTA и ITF турнира, като по-сериозен успех тя постига в турнира АЕГОН Класик 2010. Там тя преминава квалификациите и стига до полуфиналите, но е спряна от Мария Шарапова.
След това добро представяне, тя получава уайлд кард (WC) за основната схема на Уимбълдън 2010. В първи кръг е надиграна от 15-ата поставена Янина Викмайер.
Следва серия от загуби в квалификациите на 4 WTA турнира. След това отпада и в квалификациите на последния турнир от Големия шлем за годината US Open 2010.
През месец септември Риск участва в ITF състезания. Първо тя стига до финал на турнир, провеждащ се в Канада, с награден фонд $50 000. След това в рамките на три последователни седмици, Риск печели 3 ITF турнира с награден фонд $75 000, $50 000 и отново $50 000.

### 2011
В началото на годината, Риск отпада в първи кръг на Аустрелиън Оупън 2011 от Светлана Кузнецова. Следва серия от слаби резултати, докато през месец май тя стига до финала на ITF турнир с награден фонд $50 000, в който отстъпва на Мелинда Цинк с 6–4, 1–6, 4–6.
След няколко седмици тя постига успехи на трева, стигайки полуфиналите на ITF турнира в Нотингам, а по-късно и четвъртфиналите на WTA надпреварата АЕГОН Класик 2011.
На Уимбълдън 2011 и US Open 2011 Риск губи в първи кръг.
В края на сезона Риск печели две ITF титли с награден фонд $50 000, провеждащи се във Франция. Тя завършва годината под номер 136.

### 2012
В началото на годината Риск играе на Аустрелиън Оупън 2012, където преминава квалификациите, но губи от Урсула Радванска в първи кръг на основната схема.
Отпада в квалификациите на останалите 3 турнира от Големия шлем – Ролан Гарос 2012, Уимбълдън 2012, US Open 2012. През останалата част от годината тя участва в 15 ITF турнира и още 5 WTA.

### 2013
През януари Риск отпада в квалификациите на Аустрелиън Оупън 2013.
През февруари тя не успява да премине квалификациите и на турнирите Патая Оупън 2013 и Копа Колсанитас 2013.
През март участва на два турнира от веригата на ITF.
През април отпада в квалификациите на Фемили Съркъл Къп 2013 и играе в 4 ITF състезания.
През май Риск участва в един ITF турнир, а след това губи в квалификациите на Ролан Гарос 2013.
През юни играе в Нотингам на турнир от ITF. След това на АЕГОН Класик 2013 Риск преминава квалификациите и побеждава в основната схема последователно Ан Кеотавонг, Тамира Пашек, Алла Кудрявцева и Сабине Лисицки. В полуфиналната фаза обаче отстъпва на евентуалната шампионка Даниела Хантухова в три сета, 7–5, 1–6, 4–6. На Уимбълдън 2013 Риск преодолява Ромина Опранди в първи кръг, след като представителката на Швейцария се отказва в третия сет. Във втори кръг отстранява Урсула Радванска, но в трети претърпява загуба от Кая Канепи с 2–6, 3–6.
През юли Риск стига до финала на ITF турнир в Портланд, но отстъпва на Куруми Нара с 6–3, 3–6, 3–6. На Сити Оупън 2013 е победена във втори кръг от Сорана Кърстя в три сета.
През август на Роджърс Къп 2013 Риск преминава квалификациите, но губи в първи кръг от друга квалификантка - Кики Бертенс. През следващата седмица на турнира Уестърн енд Съдърн Оупън 2013 тя отпада в квалификациите от Яна Чепелова. На Ню Хейвън Оупън 2013 Риск влиза в основната схема като квалификантка и стига до втори кръг, където е отстранена от Петра Квитова с 6–7(5–7), 6–4, 3–6. В последния турнир от Големия шлем за годината US Open 2013 Риск влиза с уайлд кард (WC) в основната схема. Първо тя побеждава Цветана Пиронкова, а след това Мона Бартел и бившата шампионка от Уимбълдън Петра Квитова, давайки ѝ само 3 гейма. На осминафиналите отстъпва на Даниела Хантухова с 3–6, 7–5, 2–6.

## Финали на турнири отWTA Тур

### Сингъл: 1 (1–0)
| Легенда                            |
| ---------------------------------- |
| Турнири от Големия шлем (0–0)      |
| Шампионат на WTA Тур (0–0)         |
| Задължителни Висши & Висши 5 (0–0) |
| Висши (0–0)                        |
| Международни (1–0)                 |

| Финали по настилка |
| ------------------ |
| Твърда (1–0)       |
| Трева (0–0)        |
| Клей (0–0)         |
| Мокет (0–0)        |

| Изход     | No. | Дата             | Турнир                          | Настилка | Опонент        | Резултат |
| --------- | --- | ---------------- | ------------------------------- | -------- | -------------- | -------- |
| Шампионка | 1.  | 12 октомври 2014 | Тиендзин Оупън, Тиендзин, Китай | Твърда   | Белинда Бенчич | 6–3, 6–4 |